# Окултните корени на нацизма
Окултните корени на нацизма: Тайни арийски култове и тяхното влияние върху нацистката идеология: Ариософите от Австрия и Германия, 1890 – 1935 (на английски: The Occult Roots of Nazism: Secret Aryan Cults and Their Influence on Nazi Ideology: The Ariosophists of Austria and Germany, 1890 – 1935) е книга от Никълъс Гудрик-Кларк. Книгата е основополагащ труд за изследване на нацисткия окултизъм и ариософия. Съдържа голямо количество информация за развитието на окултизма в Австрия и Германия в периода от 1880 до 1945. Базира се на докторската дисертация на Гудрик-Кларк.
Първото издание излиза през 1985, издание на Акуариъс Прес. Първото американско издание е на Ню Йорк Юнивърсити прес от 1992 (ISBN 0-8147-3060-4), както и в наши дни от I.B. Tauris & Co Ltd (ISBN 1-86064-973-4). Превеждана е на френски, полски, италиански, руски, чешки, немски и гръцки.
Още от края на войната журналисти публикуват материали, в които, понякога с преувеличение, се говори за влиянието на окултните движения върху изработването на нацистката идеология. Гуудрик-Кларк методично обяснява как по същество маргинали и назадничави идеи успяват да повлияят нацистката идеология и в крайна сметка на съдбата на целия свят след Втората световна война. Гудрик-Кларк идентифицира делото на Елена Блаватска като начало на съживяването на европейския и американския окултизъм в края на 19 век. В своята книга „Тайната доктрина“ (голяма част от която е плагиатство от по-ранни мистични и хиндуистки учения), Блаватска въвежда мита за цикли в историята на Вселената, във всеки от които светът се населява от определена раса. Петата от тези раси, арийската, се превръща в основа на расистката теория на нацистите в Третия райх .